# Zamieszki w Sinciangu (2009)

Sinciang na mapie Chin

Zamieszki w Sinciangu wybuchły 5 lipca 2009 w Kaszgarze i Urumczi, stolicy ujgurskiego regionu autonomicznego Sinciang w północno-zachodnich Chinach. Na ulice wyszło ok. 1000-3000 Ujgurów. Demonstranci zaczęli demolować samochody oraz sklepy, a także atakowali przechodniów, przypuszczalnie Chińczyków narodowości Han. Wtedy do akcji ruszyła uzbrojona policja Han. W wyniku gwałtownych zamieszek zginęło 197 osób, a ponad 1600 zostało rannych. Demonstracje powtórzyły się w następnych dniach.

## Przyczyny
Podłożem wydarzeń w Sinciangu jest konflikt etniczny między Ujgurami a Chińczykami Han. Ujgurzy, stanowiący ponad 40 procent 20–milionowej populacji autonomicznego regionu, są niechętni nasilającym się wpływom Chińczyków Han, napływających do Sinciangu. Twierdzą, że są marginalizowani i znajdują się pod kontrolą społeczną i religijną na swoim ojczystym terytorium, dysponującym dużymi złożami gazu ziemnego oraz ropy.
Bezpośrednią przyczyną zamieszek były wydarzenia, które rozegrały się w fabryce zabawek na południu Chin 26 czerwca 2009. Chińscy robotnicy oskarżyli Ujgura o zgwałcenie Chinki. Wywiązała się bójka, w wyniku której Chińczycy zabili dwóch Ujgurów, a setki ranili. W następstwie tych wydarzeń, 5 lipca tłumy Ujgurów wyszły na ulice Urumczi i Kaszgaru.

## Zamieszki
Na początku Ujgurzy zebrali na jednym z placów stolicy Sinciangu w proteście przeciw dyskryminacji etnicznej. Następnie demonstranci zdemolowali ponad 260 pojazdów, 200 sklepów i domów. Atakowali spotkanych na ulicach Chińczyków. Do rozpędzenia demonstrantów wysłano uzbrojonych policjantów Han. Ujgurzy przystąpili do walki z policją w których rzucali kamieniami, sztachetami. Ponadto niektórzy demonstranci byli uzbrojeni w noże. Siły bezpieczeństwa użyły gazu łzawiącego. W miejscach zamieszek wprowadzono godzinę policyjną. Policja strzelała z broni w powietrze, a demonstrantów rozpędzano także za pomocą elektrycznych pałek. W wyniku zamieszek zginęło 197 osób, a ponad 1600 zostało rannych; spalono 331 sklepów i 627 pojazdów. Według oficjalnych danych spośród 197 ofiar śmiertelnych 156 to niewinni cywile. Z tej liczby 134 osoby to Chińczycy Han, 11 to przedstawiciele narodowości Hui, 10 to Ujgurzy, a 1 osoba jest narodowości mandżurskiej.
Natomiast ujgurscy muzułmanie twierdzą, że zabitych było znacznie więcej z czego 90% to Ujgurzy.
7 lipca na ulice wyszły tysiące Chińczyków Han by zemścić się na Ujgurach. Protestujący byli uzbrojeni w kije, noże i metalowe pręty. Wówczas policja interweniowała wstrzemięźliwiej, ustawiała blokady drogowe oraz użyła gazu łzawiącego.
8 lipca samochody transportujące reporterów Renmin Ribao zostały zaatakowane przez niezidentyfikowanych agresorów uzbrojonych w noże. Nikt jednak nie został ciężko ranny.
10 lipca władze zamknęły meczety w Urumczi. Pod Białym Meczetem doszło do kolejnej manifestacji, która została szybko rozbita przez policję.
Tydzień po wybuchu zamieszek – 12 lipca – w stolicy regionu, liczącej 2,3 mln mieszkańców Urumczi, zakazano publicznych zgromadzeń, marszów, bądź manifestacji. W wydanym komunikacie władze zapewniły, że sytuacja w Urumczi została opanowana.

## Reakcje władz
China Mobile, chiński operator telefonii komórkowej, zawiesił swoje usługi po zamieszkach. Także międzynarodowe połączenia wychodzące z Sinciangu zostały zablokowane. Władze ocenzurowały wszelkie multimedia dt. zamieszek przesyłane na Twitter, YouTube i Flickr.
W przeciągu miesiąca zatrzymano 718 osób podejrzanych o udział w zamieszkach.
Winą za zajścia w Sinciangu władze chińskie obciążyły separatystów ujgurskich, zwłaszcza Światowy Kongres Ujgurów.
We wrześniu 2009 na karę śmierci skazano dziewięć osób uznanych przez sąd za winne aktywnego udziału w zamieszkach. Do marca 2010 roku na karę śmierci skazano łącznie 26 osób.

## Komentarze
- W wydanym oświadczeniu Szanghajska Organizacja Współpracy podkreśliła, że Sinciang jest częścią Chin i wydarzenia mające tam miejsce są wewnętrzną sprawą władz chińskich[19].
- Przebywająca na stałe w USA przewodnicząca Światowego Kongresu Ujgurów Rabije Kadir zarzuciła chińskim władzom kłamstwo, twierdząc że to policja chińska pierwsza zaatakowała pokojową demonstrację Ujgurów, a rzeczywista liczba ofiar to ponad 400 osób[20]. Największy chiński dziennik, Renmin Ribao, określił wypowiedzi Rebiji jako kłamstwa które są śmieszne i głupie[21].
- Konstantin Syrojeżkin, pierwszy doradca prezydenta Kazachstanu, oświadczył, że żaden praworządny kraj nie może tolerować grabieży, podpaleń czy podobnych akcji przestępczych w kraju, dodając że naród chiński to harmonijne zespolenie różnych grup etnicznych, z których każda musi przestrzegać prawa[22].
- Premier Republiki Chińskiej Liu Chao-shiuan stwierdził, że krwawe zamieszki w Urumczi zasługują na najmocniejsze potępienie[23].
- Premier Turcji Recep Tayyip Erdoğan zapowiedział, że zgłosi sprawę zamieszek w Sinciangu na posiedzeniu Rady Bezpieczeństwa ONZ. 7 lipca pod ambasadą chińską w Ankarze doszło do demonstracji około 250 osób; protestujący starli się z policją[24].
- Ministerstwo Spraw Zagranicznych Sri Lanki wydało komunikat w którym stwierdziło, że zamieszki są sprawą wewnętrzną Chin oraz wyraziło nadzieję, iż władze niebawem przywrócą spokój w regionie[25].